# Nomad 88
Pour les articles homonymes, voir 88 (nombre).
Nomad 88 (le 8 faisant référence à la huitième lettre de l'alphabet, le H, symbolisant les initiales de « Heil Hitler ») est un groupe armé de skinheads proche de la Droite socialiste, composé d'une vingtaine de personnes basées en région parisienne, à Nancy et en Rhône-Alpes, fondé en 2007. 

## Ambition de créer une armée
Dans le règlement intérieur de l'organisation on pouvait lire : « Pour faire partie du groupe, il faut être blanc. Au combat, tu agis avec passion et avec haine. Tu ne respectes pas tes ennemis, tu les écrases comme de la vermine. » Nomad 88, obéissait à une doctrine paramilitaire dont l'objectif était de « faire chuter l'État, acheter des armes, créer une armée ».
Lors des perquisitions, les policiers ont découvert un arsenal composé au total de 17 fusils ou pistolets, plus de 9 050 cartouches, 13 magasins, 3 lunettes de tirs, des grenades ainsi que tout le nécessaire pour préparer un engin explosif.
Les membres avaient pour projets : « contrôler une zone de Paris », « attaquer des restaurants type kebab », « faire du nettoyage dans les mosquées, synagogues et cités », « organiser des descentes contre des adversaires politiques ». Un site Internet est créé, des entraînements au tir se tiennent à la campagne, notamment à Guibeville, près d'Arpajon.
Un système hiérarchique est mis en place. Les membres les plus « méritants » reçoivent un blouson sérigraphié et le grade de « soldat ». Les autres, devant faire leurs preuves, sont désignés « Nomad en projet ».
Une sous-branche du groupe, Nomad Sécurité, composé de membres de Nomad 88, s'occupait du service d'ordre du mouvement nationaliste « Droite socialiste ».

## Affaire judiciaire
Le 28 mai 2008, trois de ses membres âgés d'une vingtaine d'années, ont tiré au pistolet mitrailleur Sten contre un groupe de jeunes dans une cité de Saint-Michel-sur-Orge dans l'Essonne. Cette organisation est née de la dissolution des groupes Calibre 144 et Légion fantôme.
14 personnes passent en jugement notamment pour organisation et participation à un groupe de combat, importation, acquisition et détention sans autorisation d'armes ou munitions au tribunal d'Évry en mars 2010. 12 d'entre eux seront condamnés à des peines de prison entre deux mois de sursis et deux ans et demi fermes.